# Assemblea legislativa dell'Emilia-Romagna
L'Assemblea legislativa dell'Emilia-Romagna è la denominazione assunta dal Consiglio regionale dell'ente, costituente l'organo legislativo della regione ai sensi dell'articolo 121 della Costituzione italiana. È responsabile del controllo sull'operato della Giunta regionale e del suo presidente, al quale può esprimere la sfiducia. Istituita nel 1970, si compone di 50 membri (compreso il presidente della giunta regionale) e dispone di personalità giuridica, regolamenti autonomi, un proprio bilancio e un proprio personale, distinti da quelli della Giunta.

## Sede
La sede dell'Assemblea è in viale Aldo Moro a Bologna, nel complesso edilizio denominato "Fiera District".

## Funzioni
L'Assemblea legislativa dell'Emilia-Romagna è organo di rappresentanza della comunità regionale, di indirizzo politico e di controllo sull'esecutivo locale. All'Assemblea spetta in esclusiva la potestà legislativa della Regione.

## Presidenti
L'Assemblea legislativa è presieduta dal Presidente, a norma dell'art. 34 dello Statuto regionale: "il Presidente è oratore ufficiale dell'Assemblea legislativa e ne dirige i lavori secondo il Regolamento. Tutela le prerogative dei Consiglieri e garantisce l'esercizio effettivo delle loro funzioni. Convoca e presiede la Conferenza dei Presidenti di Gruppo". Dal 13 dicembre 2024 il Presidente è Maurizio Fabbri (PD).
| Legislatura | Presidente           | Partito                           | Partito                                                       | Periodo                             |
| ----------- | -------------------- | --------------------------------- | ------------------------------------------------------------- | ----------------------------------- |
| I           | Silvano Armaroli     |                                   | Partito Socialista Italiano                                   | 23 luglio 1970 – 16 giugno 1975     |
| II          | Silvano Armaroli     | 16 giugno 1975 – 22 dicembre 1977 | Partito Socialista Italiano                                   |                                     |
| II          | Natalino Guerra      |                                   | Democrazia Cristiana                                          | 22 dicembre 1977 – 9 giugno 1980    |
| III         | Ottorino Bartolini   |                                   | Partito Socialista Italiano                                   | 9 giugno 1980 – 22 febbraio 1983    |
| III         | Giovanni Piepoli     |                                   | Partito Socialista Italiano                                   | 22 febbraio 1983 – 12 maggio 1985   |
| IV          | Giovanni Piepoli     | 12 maggio 1985 – 24 giugno 1990   | Partito Socialista Italiano                                   |                                     |
| V           | Luciano Guerzoni     |                                   | Partito Comunista Italiano Partito Democratico della Sinistra | 24 giugno 1990 – 13 gennaio 1992    |
| V           | Federico Castellucci |                                   | Partito Democratico della Sinistra                            | 13 gennaio 1992 – 23 aprile 1995    |
| VI          | Celestina Ceruti     |                                   | Patto Segni                                                   | 23 aprile 1995 – 16 aprile 2000     |
| VII         | Antonio La Forgia    |                                   | La Margherita                                                 | 16 aprile 2000 – 4 aprile 2005      |
| VIII        | Monica Donini        |                                   | Partito della Rifondazione Comunista                          | 4 aprile 2005 – 29 marzo 2010       |
| IX          | Matteo Richetti      |                                   | Partito Democratico                                           | 10 maggio 2010 – 31 dicembre 2012   |
| IX          | Palma Costi          |                                   | Partito Democratico                                           | 31 dicembre 2012 – 22 dicembre 2014 |
| X           | Simonetta Saliera    |                                   | Partito Democratico                                           | 22 dicembre 2014 – 28 febbraio 2020 |
| XI          | Emma Petitti         |                                   | Partito Democratico                                           | 28 febbraio 2020 – 13 dicembre 2024 |
| XII         | Maurizio Fabbri      |                                   | Partito Democratico                                           | 13 dicembre 2024 – in carica        |

## Composizione dell'Assemblea
L'Assemblea legislativa regionale, eletta con le elezioni del 2024, è attualmente suddivisa in nove gruppi, per un totale di 50 consiglieri. Ha la seguente composizione:
| Gruppo consiliare                                  | Gruppo consiliare                                  | Consiglieri |
| -------------------------------------------------- | -------------------------------------------------- | ----------- |
|                                                    | Partito Democratico                                | 28          |
|                                                    | Alleanza Verdi e Sinistra                          | 3           |
|                                                    | Civici con De Pascale Presidente                   | 2           |
|                                                    | Movimento 5 Stelle                                 | 1           |
| Totale coalizione di centro-sinistra (Maggioranza) | Totale coalizione di centro-sinistra (Maggioranza) | 34          |
|                                                    | Fratelli d'Italia                                  | 11          |
|                                                    | Forza Italia                                       | 2           |
|                                                    | Rete Civica - Ugolini Presidente                   | 2           |
|                                                    | Lega per Salvini Premier                           | 1           |
| Totale coalizione di centro-destra                 | Totale coalizione di centro-destra                 | 16          |
| Totale Seggi                                       | Totale Seggi                                       | 50          |

### Consiglieri

#### Maggioranza
| Consigliere           | Consigliere         | Consigliere               | Lista                                         | Preferenze                                    | Circoscrizione                                |
| --------------------- | ------------------- | ------------------------- | --------------------------------------------- | --------------------------------------------- | --------------------------------------------- |
|                       |                     | Michele De Pascale        | Eletto come Presidente della Giunta Regionale | Eletto come Presidente della Giunta Regionale | Eletto come Presidente della Giunta Regionale |
| Isabella Conti        | Partito Democratico | 19 414                    | Bologna                                       |                                               |                                               |
| Irene Priolo          | Partito Democratico | 16 818                    | Bologna                                       |                                               |                                               |
| Raffaele Donini       | Partito Democratico | 11 661                    | Bologna                                       |                                               |                                               |
| Maurizio Fabbri       | Partito Democratico | 11 486                    | Bologna                                       |                                               |                                               |
| Fabrizio Castellari   | Partito Democratico | 7 604                     | Bologna                                       |                                               |                                               |
| Paolo Calvano         | Partito Democratico | 5 628                     | Ferrara                                       |                                               |                                               |
| Marcella Zappaterra   | Partito Democratico | 5 561                     | Ferrara                                       |                                               |                                               |
| Daniele Valbonesi     | Partito Democratico | 9 455                     | Forlì-Cesena                                  |                                               |                                               |
| Valentina Ancarani    | Partito Democratico | 8 685                     | Forlì-Cesena                                  |                                               |                                               |
| Francesca Lucchi      | Partito Democratico | 7 352                     | Forlì-Cesena                                  |                                               |                                               |
| Gian Carlo Muzzarelli | Partito Democratico | 13 522                    | Modena                                        |                                               |                                               |
| Maria Costi           | Partito Democratico | 11 876                    | Modena                                        |                                               |                                               |
| Luca Sabattini        | Partito Democratico | 8 321                     | Modena                                        |                                               |                                               |
| Ludovica Ferrari      | Partito Democratico | 5 049                     | Modena                                        |                                               |                                               |
| Barbara Lori          | Partito Democratico | 10 068                    | Parma                                         |                                               |                                               |
| Andrea Massari        | Partito Democratico | 10 043                    | Parma                                         |                                               |                                               |
| Matteo Daffadà        | Partito Democratico | 6 726                     | Parma                                         |                                               |                                               |
| Luca Quintavalla      | Partito Democratico | 5 897                     | Piacenza                                      |                                               |                                               |
| Lodovico Albasi       | Partito Democratico | 3 596                     | Piacenza                                      |                                               |                                               |
| Eleonora Proni        | Partito Democratico | 8 852                     | Ravenna                                       |                                               |                                               |
| Niccolò Bosi          | Partito Democratico | 5 813                     | Ravenna                                       |                                               |                                               |
| Alessio Mammi         | Partito Democratico | 18 394                    | Reggio Emilia                                 |                                               |                                               |
| Elena Carletti        | Partito Democratico | 13 482                    | Reggio Emilia                                 |                                               |                                               |
| Andrea Costa          | Partito Democratico | 6 398                     | Reggio Emilia                                 |                                               |                                               |
| Anna Fornili          | Partito Democratico | 5 952                     | Reggio Emilia                                 |                                               |                                               |
| Alice Parma           | Partito Democratico | 9 668                     | Rimini                                        |                                               |                                               |
| Emma Petitti          | Partito Democratico | 8 719                     | Rimini                                        |                                               |                                               |
|                       | Simona Larghetti    | Alleanza Verdi e Sinistra | 2 972                                         | Bologna                                       |                                               |
| Paolo Trande          | 2 290               | Alleanza Verdi e Sinistra | Modena                                        |                                               |                                               |
| Paolo Burani          | 1 640               | Alleanza Verdi e Sinistra | Reggio Emilia                                 |                                               |                                               |
|                       | Giovanni Gordini    | Civici con De Pascale     | 2 093                                         | Bologna                                       |                                               |
| Vincenzo Paldino      | 1 837               | Civici con De Pascale     | Modena                                        |                                               |                                               |
|                       | Lorenzo Casadei     | Movimento 5 Stelle        | 473                                           | Bologna                                       |                                               |

#### Opposizione
| Consigliere           | Consigliere                      | Consigliere       | Lista                            | Preferenze                       | Circoscrizione                   |
| --------------------- | -------------------------------- | ----------------- | -------------------------------- | -------------------------------- | -------------------------------- |
|                       |                                  | Elena Ugolini     | Eletta come seconda classificata | Eletta come seconda classificata | Eletta come seconda classificata |
| Marco Mastacchi       | Rete Civica - Ugolini Presidente | 2 428             | Bologna                          |                                  |                                  |
|                       | Marta Evangelisti                | Fratelli d'Italia | 15 928                           | Bologna                          |                                  |
| Francesco Sassone     | 5 887                            | Fratelli d'Italia |                                  | Bologna                          |                                  |
| Alessandro Balboni    | 4 068                            | Fratelli d'Italia | Ferrara                          |                                  |                                  |
| Luca Pestelli         | 5 349                            | Fratelli d'Italia | Forlì-Cesena                     |                                  |                                  |
| Annalisa Arletti      | 7 764                            | Fratelli d'Italia | Modena                           |                                  |                                  |
| Ferdinando Pulitanò   | 6 371                            | Fratelli d'Italia | Modena                           |                                  |                                  |
| Priamo Bocchi         | 4 887                            | Fratelli d'Italia | Parma                            |                                  |                                  |
| Giancarlo Tagliaferri | 7 539                            | Fratelli d'Italia | Piacenza                         |                                  |                                  |
| Alberto Ferrero       | 3 183                            | Fratelli d'Italia | Ravenna                          |                                  |                                  |
| Alessandro Aragona    | 3 098                            | Fratelli d'Italia | Reggio Emilia                    |                                  |                                  |
| Nicola Marcello       | 6 702                            | Fratelli d'Italia | Rimini                           |                                  |                                  |
|                       | Valentina Castaldini             | Forza Italia      | 2 926                            | Bologna                          |                                  |
| Pietro Vignali        | 7 870                            | Forza Italia      | Parma                            |                                  |                                  |
|                       | Tommaso Fiazza                   | Lega              | 2 924                            | Parma                            |                                  |